# Бунт на Лека
Бунтът на Лека е бунт от 1078 г. срещу императора на византийския военачалник Лека със съдействието на печенегите. Лека е пловдивски павликянски водач. Според някои данни е свързан чрез брак с печенегите.
Лека превзема земите около Средец. Според Йоан Скилица убива средечкия епископ, който е на страната на византийския император. По същото време в Месемврия започва бунт, воден от Добромир. Общо въстаниците са около 80 хиляди, но зле въоръжени и неподготвени. По време на тези бунтове отрядите на печенегите и куманите навлизат чак до Адрианопол, но след някакви несполуки в хода на въстанието, той „превил врат“ пред властта на император Никифор III Вотаниат, който им дава високи чинове и богати дарове.